# Aeródromo de Karacháyevsk
El Aeródromo de Karacháyevsk (en ruso: Аэродром Карача́евск; IATA: , ICAO: ), se encuentra 2 km al norte de Karacháyevsk, en la República de Karacháyevo-Cherkesia, Rusia.
Se da la circunstancia de que es el único aeródromo en toda la república.